# Első olasz–etióp háború
A második háborúról lásd az Abesszíniai háború szócikkben!
Az első olasz–etióp háború (vagy első abesszin háború) 1895–1896-ban lezajlott fegyveres konfliktus volt Olaszország és Etiópia között. A háború eredményeképpen Etiópia fegyverrel védte meg magát egy gyarmatosító európai nagyhatalom ellen, és Afrikában egyedülállóan mindvégig megőrizte függetlenségét.

## Előzmények
Etiópia újraegyesítője, II. Menelik Tigrinya és Amhara tartományokat olasz támogatással foglalta el. 1889. március 25-én Etiópia császárává kiáltotta ki magát, bő egy hónap múlva pedig barátsági szerződést írt alá olasz szövetségeseivel, akik megkapták Eritrea tartományt és a Vörös-tenger mellékét, amiért elismerték császári címét (wuchelei szerződés).
Ezt a kétnyelvű egyezményt azonban olasz és amhara nyelven más-más szöveggel fogalmazták meg: az olasz változat szerint Olaszország védnökséget kapott egész Etiópia felett, az külügyeit csak rajta keresztül intézheti. Az amhara nyelvű szöveg szerint viszont a függőség csak annyiban áll, hogy Menelik, ha úgy dönt, Olaszországon keresztül léphet kapcsolatba más hatalmakkal. Az olasz diplomaták szerint a császár tudatosan egy módosított példányt írt alá a szerződésből. Végül az olasz kormány a hazai gazdasági nehézségek és az afrikai számbeli hátrány ellenére, bízva a technikai és taktikai fölényben, az olasz szövegváltozat katonai erővel történő elfogadtatása mellett döntött.

## Az első összecsapások
1893-ra Menelik uralma megszilárdult Etiópia felett, hadseregét pedig francia, brit és olasz fegyverekkel igyekezett modernizálni. Az olaszok ezalatt kisebb határ menti területek bekebelezésével foglalkoztak.
A wuchelei szerződésben kijelölt olasz–etióp határt, a Mareb-folyót 1894 decemberében lépték át az olasz csapatok, és behatoltak Tigrinya tartományba. Csatlakozásra szólították fel a Menelikkel nemrég még szemben álló tartományi vezetőket, akik azonban mind a császár mellé álltak. Az olasz uralom alatt álló Eritreában pedig ezalatt Bahta Hagos vezetésével felkelés tört ki, amit Pietro Toshelli őrnagy csapatai hamar levertek, Hagost is megölve.
Az előrenyomuló olasz hadsereg eközben Oreste Baratieri (1841–1901) vezetésével elfoglalta Tigrinya fővárosát, Aduát. Baratieri meg akarta akadályozni, hogy Tigrinya fejedelme, Rasz Mengeshe segítséget nyújtson az eritreai lázadóknak, ezért 1895 januárjában Coatit közelében megütközött vele, és jelentős zsákmányt szerezve szétszórta annak csapatait. Ez a könnyen elért olasz győzelem nagyban hozzájárult ahhoz, hogy az olaszok lebecsüljék az etióp hadsereg erejét és a hadjárat nehézségeit.
Menelik a franciákhoz fordult segítségért, akik magára hagyták a császárt, hátha az olaszok így elismerik a franciák számára Tunéziát biztosító bardói szerződést. A császár ezután 1895 szeptember 17-re Were Ilu erődített városába hívta Shewa tartomány felkelőit.
A következő összecsapás 1895 decemberében Amba Alaginál történt, ahol az etiópok lerohanták a beásott olasz csapatokat, amelyek ezután Eritreába vonultak vissza. Ekkor a maradék erőkkel Giuseppe Arimondi tábornok Mek’elébe vonult, ahol Giuseppe Galliamo vezetésével ezeregyszázötven eritreai és kétszáz olasz katonát hagyott hátra a félig kész olasz erődítmény őrzésére, maga pedig Adigratba vonult, hogy egyesüljön Baratieri csapataival.

## Mek’ele ostroma
Az etióp sereg Rasz Makkonen (Harar kormányzója; a későbbi császár, Hailé Szelasszié apja) vezetésével december 18-án megadásra szólította fel a Mek’elében maradt olaszokat, parancsnokuk azonban tárgyalásokba kezdett. Január első napjaiban II. Menelik is megérkezett, és tizenöt napi hiábavaló ostrom után beleegyezett Galliamo megadásába, amelyet az olasz parancsnokság is jóváhagyott. Az olaszok fegyvereikkel és az etiópoktól kapott teherhordó állatokkal vonulhattak a főparancsnok összevont csapataihoz. Baratieri nem vonult vissza, mert úgy gondolta, hogy az etiópok nem sokáig képesek ilyen nagy erőt együtt tartani, Francesco Crispi miniszterelnök pedig egy ütközet megvívására szólította fel a tábornokot.

## Az aduai csata

### Az olasz sereg

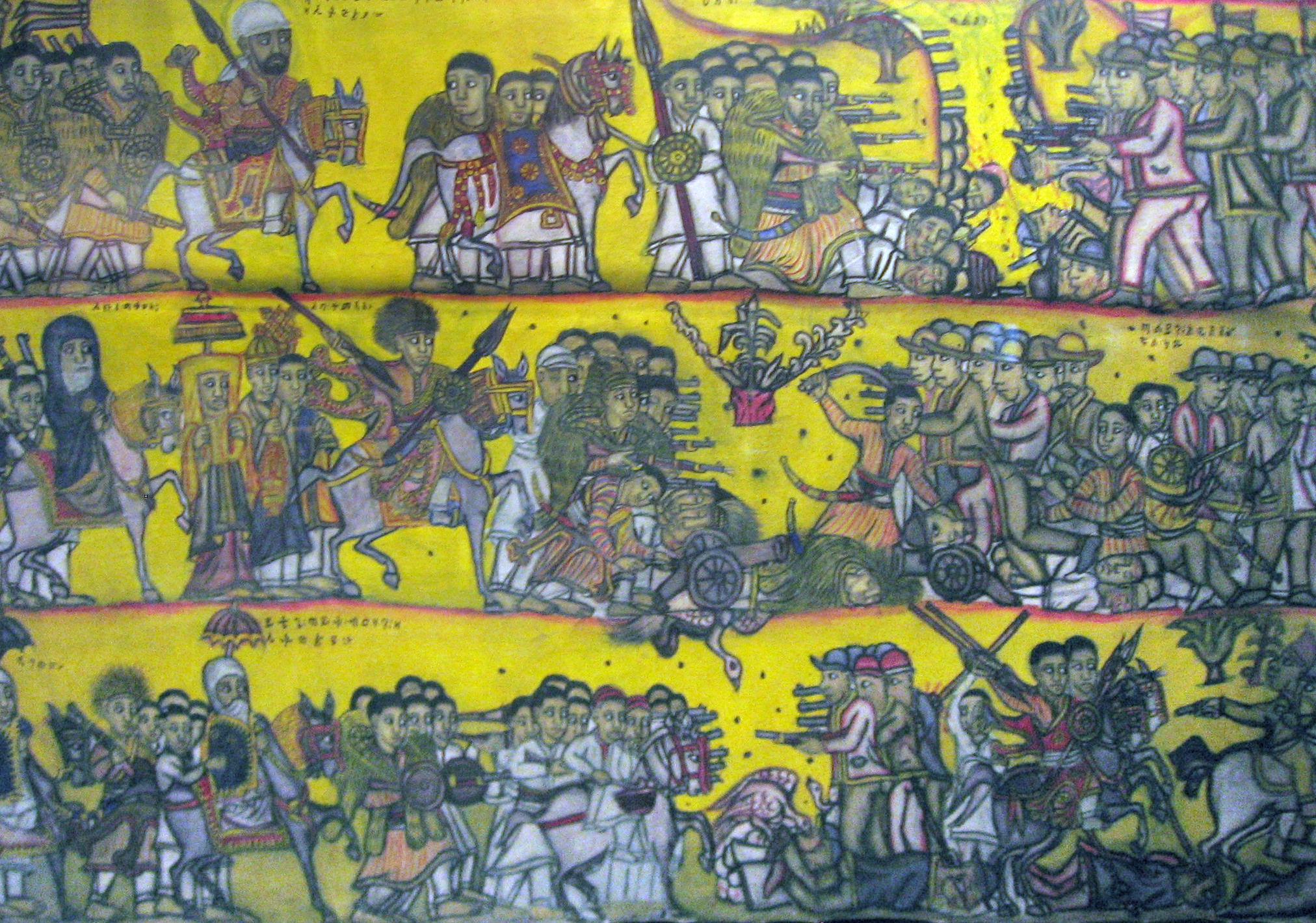
Az aduai csatát ábrázoló faliszőnyeg

Az olaszok kelet-afrikai haderejük közel felét összpontosították az Adua (Adwa) városától északra fekvő hegyvidéki területen, négy hadtestben közel tizennyolc-húszezer fő és ötvenhat ágyú állt készen. Az egyik hadtest Matteo Albertone vezetésével szövetséges eritreai katonákból állt, akiket olasz tisztek irányítottak, a másik három, olaszokból álló hadtest parancsnokai pedig Giuseppe Arimondi, Vittorio Dabormida és Giuseppe Ellana voltak.

### Az etióp sereg
Az öt-hatszoros túlerőben lévő etiópok körülbelül százezer fős hadseregéből nyolcvanezer embernek volt tűzfegyvere, de a gyalogság egy része csak dárdákkal volt felszerelve. A lovasság száma is jelentős volt, és a katonákat nagy számban kísérték az ellátásukról gondoskodó parasztok. A csapatokat II. Menelik, Taitu császárné, Rasz Velle, Rasz Mengesa Atikem, Rasz Mengesa Johannes, Rasz Alula Engida, Rasz Mikael Vollóból, Rasz Makonnen, Fitaurari Gebejjehu, és Tekle Haymanot négus irányították.

### A csata eseményei

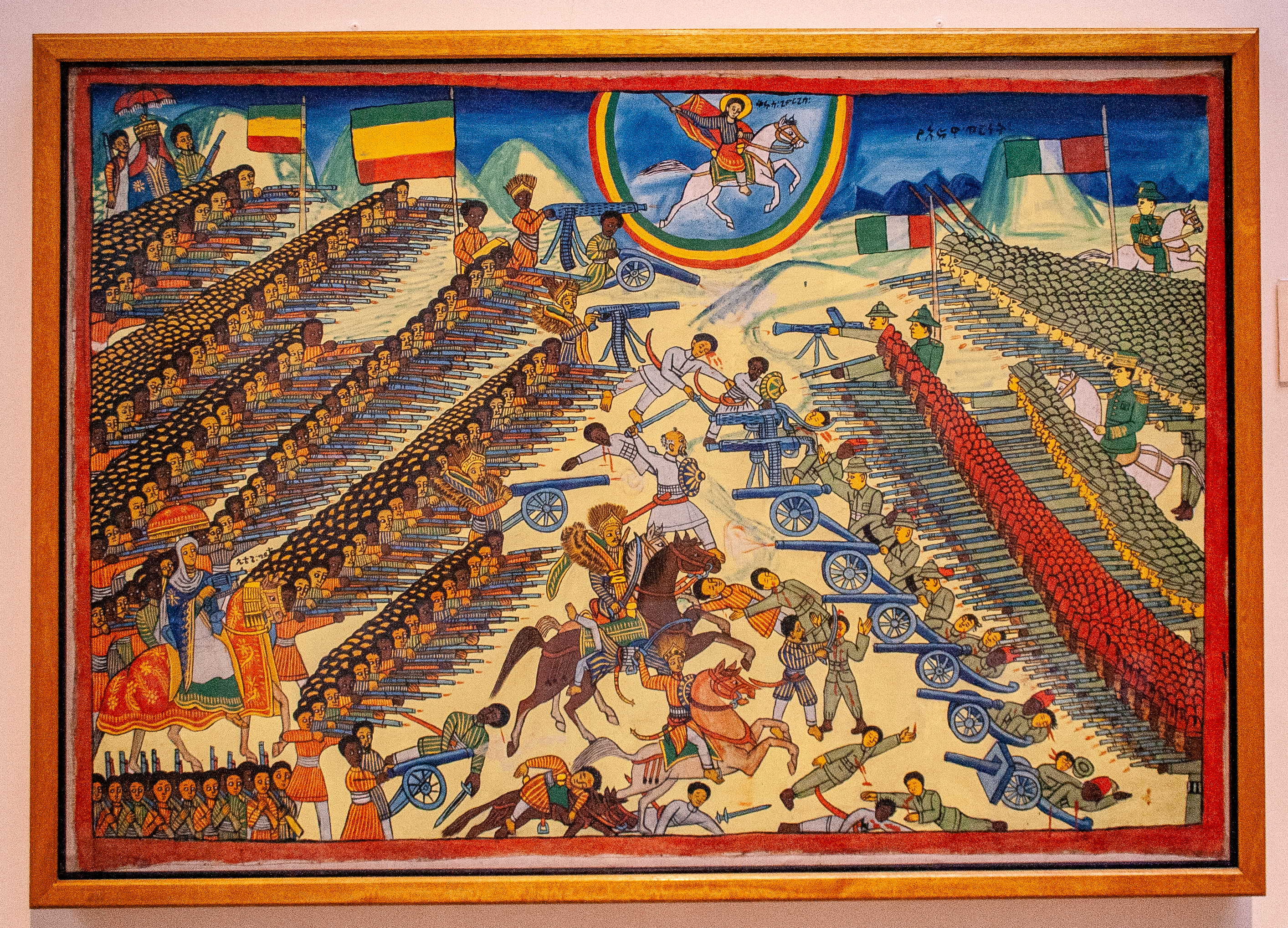
Az aduai csata 1940-es etióp festményen. Balra fent II. Menelik, balra lent a felesége, revolverrel. Középen fent Szent György ábrázolása

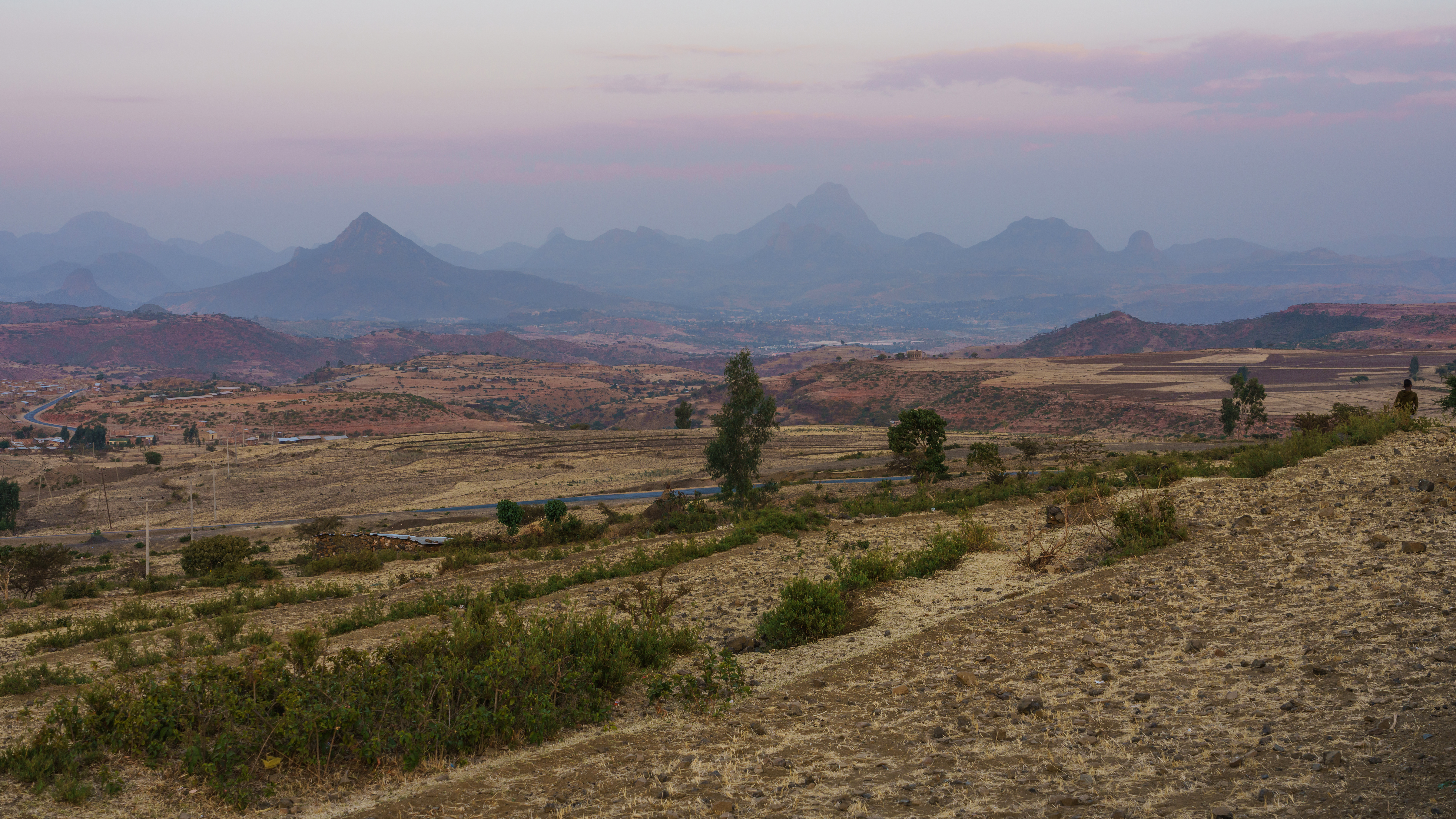
Adua ma

Baratieri 1896. március 1-jén kora reggeli támadást tervezett, amivel álmukban akarta meglepni a nagy számbeli fölényben lévő etiópokat. Éjfél körül három hadosztály (Dabormina, Albertone és Arimondi) három keskeny oszlopban megindította a támadást, míg Ellana egységei a tartalékot alkották. Hajnalra azonban az oszlopok a nehéz terepen messzire kerültek egymástól, hibás térképei miatt pedig nem  találták meg a kijelölt helyeket (Albertone egy hegycsúcsnyit tévedett, és egyenesen az etiópoknak ütközött).
II. Menelik másnapra tervezte a táborbontást. A katonák korán keltek, és vallási szertartásokat végeztek, amikor az olasz támadást észrevették. A császár ekkor összegyűjtötte csapatait: Tekle Haymanot irányította a bal szárnyat, Alula a balt, Makkonen és Mengesha pedig a centrumot. A tartalékot Mikael oromo lovassága és a császári-császárnéi csapatok alkották. A hadsereg megszállta a völgy feletti dombokat, innen tűz alá vehették az előrenyomuló olaszokat.
Az első összecsapás hat óra körül kezdődött. Albertone csapatai két óráig, vezetőjük fogságba eséséig tartottak ki, majd Arimondi serege felé menekültek. Ezek az egységek három órán keresztül több etióp rohamot is visszavertek, míg Menelik huszonötezer fős tartalékát küldte ellenük, amely szétverte Arimondi hadtestét és a segítségükre siető bersaglieri-ket (lövészeket).
Ezalatt Dabormida Albertone segítségére sietett, ám elkésett, és megkezdte a visszavonulást. Egy szűk völgybe jutott, ahol az oromo lovasság lemészárolta seregét. Baratieri tartalékát apránként semmisítették meg a Belah-hegy lejtőin, az életben maradt olaszok elmenekültek.

### Eredmények
Az olaszok és a szövetséges eritreai katonák vesztesége hétezer halottra, ezerötszáz sebesültre és háromezer fogságba esett emberre becsülhető. Az etiópok négy-ötezer halottat és nyolcezer sebesültet vesztettek. Az elfogott eritreaiakat árulónak kiáltották ki, és közülük nyolcszáznak levágták a jobb karját és a bal lábát.
Baratierit parancsnoklásra alkalmatlannak nyilvánították, Crispi miniszterelnök pedig rövidesen lemondott.

## Következmények
Az aduai győzelem után II. Menelik visszatért fővárosába, ahol októberben megkötötték a háborút lezáró addisz-abebai békét. Olaszország elismerte Etiópia teljes függetlenségét, és rögzítették Eritrea pontos határait.

## Fordítás
- Ez a szócikk részben vagy egészben  a   First Italo-Ethiopian War című angol Wikipédia-szócikk fordításán alapul.  Az eredeti cikk szerkesztőit annak laptörténete sorolja fel. Ez a jelzés csupán a megfogalmazás eredetét és a szerzői jogokat jelzi, nem szolgál a cikkben szereplő információk forrásmegjelöléseként.